# Ciro Durán
Ciro Durán (Convención, 18 de juny de 1937 - Bogotà, 10 de gener de 2022) fou un cineasta, guionista, productor i director de televisió i teatre colombià, amb una extensa trajectòria que va donar inici en la dècada de 1960. És reconegut principalment pels seus documentals Gamín (1978) i La guerra del centavo (1985) i pels seus llargmetratges La nave de los sueños (1996) i La toma de la embajada (2000), a seva última participació com a director. Va morir després d'una malaltia sense especificar.

## Biografia
Ciro Durán estudio de batxillerat en el Col·legi Nacional de José Eusebio Caro d'Ocaña. Inicio estudis universitaris en química i matemàtiques però l'ambient teatral el va portar eventualment a dedicar-se al cinema. A Caracas, on va viure des de 1961 a 1967, va estudiar cinema i televisió i va treballar en teatre amb el reconegut director de teatre i cineasta Román Chalbaud.
El seu debut com a director i productor va ser el 1962 quan filma el mediometraje La paga, a Veneçuela, basada en un guió original sobre la lluita pagesa. Arran d'aquesta producció, Durán és contractat el 1968 per a dirigir la coproducció colombo-veneçolana Aquileo venganza, totalment filmada a Villa de Leyva, Colòmbia, pel·lícules sobre problemes socials. A partir d'allí es radicarà a Bogotà on produirà diversos curtmetratges documentals guardonats internacionalment, com Corralejas de Sincelejo. Després de diversos anys treballant sobre el tema de la infància abandonada, el 1978 la seva companyia productora estrena Gamín, un llargmetratge documental que segueix la vida de diversos menors d'edat que viuen als carrers de Bogotà, des dels més petits fins als més adults. Gamin va ser guardonat amb diversos premis i va participar en el festival de cinema de Canes. A més va ser mostrada als cinemes i canals de televisió de França, Regne Unit i Alemanya, entre d'altres.
Després de realitzar un segon documental llargmetratge, La guerra del centavo, Duran es va dedicar a la realització de llargmetratges de ficció, incloent Nieve tropical, La nave de los sueños i La toma de la embajada inscrita en el cinema polític. Així mateix, ha estat jurat en diversos certàmens cinematogràfics, sent considerat avui com un dels cineastes més destacats de Colòmbia. El 28 de gener de 1997, Durán torna a Ocaña després de molts anys d'absència per a presentar la seva pel·lícula La nave de los sueños, que es va projectar al Cinema Leonelda amb la presència de José Antonio Amaya.
El 1998, durant el Festival Internacional de Cinema de Cartagena, Ciro Durán va concedir una entrevista a Abzalón Torres Echeverría, que va declarar en un comunicat:
| « | «En els passadissos de l'Hotel Caribe, seu del festival Internacional de Cinema de Cartagena de Indias, estava desprevingudament el director de cinema: Ciro Durán. Amb els ulls somnolents darrere dels mirallets ombrívols de les seves lents, el director colombià va exposar els seus pensaments sobre el cinema i els projectes futurs en què treballa. Malgrat haver deixat en un passat immediat, entre espectadors i crítics de cinema, una mar d'incerteses sobre la qualitat dels seus films, Nieve Tropical i La Nave de los Sueños, Ciro Durán es troba optimista davant l'esdevenir del seu quefer com a director de cinema.» | » |

Va ser Membre del Jurat en els Festivals de Cinema de Leipzig 1978,Moscou 1981, Mont-real 1984.

## Filmografia
- 1962 - La paga
- 1968 - Aquileo Venganza
- 1975 - Villa de Leyva
- 1976 - Corralejas de Sincelejo
- 1977 - Tayrona
- 1978 - Gamín
- 1980 - Las cuatro edades del amor
- 1985 - La guerra del centavo
- 1988 - Tropical Snow
- 1996 - La nave de los sueños
- 2000 - La toma de la embajada